# Michael Minovitch
Michael Minovitch, né en 1935 et mort le 16 septembre 2022, est un mathématicien américain qui a démontré qu'il était possible d'utiliser l'assistance gravitationnelle d'une planète pour modifier de manière particulièrement efficace la vitesse et l'orientation d'un astronef. Cette technique allait permettre de lancer des sondes interplanétaires vers des planètes inaccessibles avec les lanceurs existants et de réduire la masse de carburant et donc le coût pour atteindre les autres planètes.

## Historique de la découverte
En 1961, alors qu'il était stagiaire au Jet Propulsion Laboratory, le mathématicien Michael Minovitch travaillait sur la résolution numérique du problème à trois corps restreint au cas du Soleil, d'une planète et d'un troisième petit corps de masse négligeable comme une comète ou bien un astronef. À cette occasion, il découvrit que si un astronef effectuait un survol rapproché d'une planète (dans la sphère de Hill de celle-ci), on pouvait faire varier la vitesse héliocentrique de l'astronef de manière importante. Cette impulsion donnée par la planète peut être mise à profit pour réduire de manière significative la quantité d'ergols nécessaire pour atteindre une planète lors d'une mission interplanétaire. L'assistance gravitationnelle rend possible des missions qui seraient impossibles à réaliser parce que nécessitant de lancer une masse hors de portée des lanceurs existants ; dans d'autres cas elle permet de diminuer le coût de missions en réduisant la masse de la sonde. Le phénomène était connu pour des corps célestes mais son application à un véhicule spatial n'avait jusque-là pas été envisagée et son efficacité jamais calculée.

## Applications ultérieures
Cette découverte a ouvert la voie à l'exploration des parties les moins accessibles du système solaire, notamment en montrant la possibilité qu'une sonde puisse effectuer un grand tour du système solaire, en effectuant les survols successifs de Jupiter, Saturne, Uranus et Neptune en une seule mission. L'assistance gravitationnelle est mise en œuvre pour la première fois par la sonde Mariner 10 (1973) qui parvient ainsi à effectuer le survol de Mercure ainsi que les sondes Pioneer 10, Pioneer 11 (1972)  puis en 1977  Voyager 1 et 2 qui sont les premiers engins à explorer les planètes extérieures du système solaire.
L'assistance gravitationnelle est désormais très régulièrement utilisée. Elle permet également :
- lorsque les conditions de lancement sont moins favorables que ce qui avait été prévu à la conception d'une sonde interplanétaire le recours à l'assistance gravitationnelle permet de ne pas changer de lanceur ou de ne pas revoir la conception de la sonde. On modifie la trajectoire en ajoutant une ou plusieurs assistances gravitationnelles.
- de réaliser une mission malgré des contraintes financières importantes : dès la conception le choix d'utiliser l'assistance gravitationnelle de manière plus ou moins importante permet d'alléger la sonde et de réduire la puissance du lanceur. On échange un coût contre l'allongement du transit vers l'objectif.